# DUI-PPD-koalitionen
DUI-PPD-koalitionen var en valkartell i Makedonien, bestående av partierna:
- Demokratiska integrationsunionen (DUI)
- Partiet för demokratiskt välstånd (PDP)
- Bosniakernas demokratiförbund

I parlamentsvalet 2006 erövrade koalitionen 113 803 röster (12,12 %) och 18 mandat i parlamentet.